# Cuscuta pedicellata
Cuscuta pedicellata ist eine Pflanzenart aus der Gattung Seide (Cuscuta) in der Familie der Windengewächse (Convolvulaceae). Wie alle Arten dieser Gattung ist sie ein Vollparasit.

## Beschreibung
Cuscuta pedicellata besitzt dünne Stängel. 
Die Blüten sind etwa 2 bis 3 mm groß und meist vierzählig. Sie stehen an Blütenstielen, die so lang oder etwas länger als die Blüten selbst sind, in doldenförmigen Knäueln aus wenigen Blüten. Der Kelch ist rad- oder becherförmig und umgibt die Kronröhre nur locker. Die Kelchzipfel sind dreieckig, spitz oder stumpflich und überlappen nicht. Die Krone ist zunächst kugelförmig-glockenförmig, später umhüllt sie die Frucht dicht. Die spitzen Kronzipfel sind abstehend bis zusammengeneigt und etwas so lang wie die Kronröhre. Die Staubfäden sind länger als die Staubbeutel. Die Schuppen am Grund der Kronröhre sind gestutzt, gezähnt und etwa so lang wie die Kronrühre. Der Fruchtknoten ist kugelig-kegelförmig, die Griffel sind sehr kurz und abgeflacht. Die Narben sind dünn und kürzer als der Fruchtknoten.
Die Kapselfrucht reißt unregelmäßig auf. Die Samen haben eine Länge von 1,25 mm.
Die Chromosomenzahl beträgt 2n = 10.

## Vorkommen
Das Verbreitungsgebiet der Art reicht vom östlichen Mittelmeergebiet bis Zentralasien und zum nordöstlichen tropischen Afrika.